# Walk Away (canción de Donna Summer)
«Walk Away» es una canción de la cantante estadounidense Donna Summer de su séptimo álbum de estudio Bad Girls (1979), lanzado como el sexto y último sencillo del álbum el 1 de septiembre de 1980. Fue escrito por Pete Bellotte, Harold Faltermeyer y producido por Giorgio Moroder
En Estados Unidos, "Love's About to Change My Heart" alcanzó el número 36 en el Billboard Hot 100 y el número 35 en la Billboard Hot R&B/Hip-Hop Songs.   
La versión maxi 12" de 7:15 del sencillo, sería lanzada más tarde en el álbum recopilatorio The Dance Collection en 1987, para competir con el nuevo lanzamiento de Summer All Systems Go. 

## Lista de canciones
- sencillo 7"[3]

A  "Walk Away"  - 3:44
B  "Could It Be Magic" - 3:15
- maxi 12[4]

A  "Walk Away" – 7:15

## Posicionamiento en listas
| Lista (1980)                           | Máxima posición |
| -------------------------------------- | --------------- |
| Estados Unidos (Billboard Hot 100)     | 36              |
| Estados Unidos (Hot R&B/Hip-Hop Songs) | 35              |